# مجلس شمال إنجلترا لتعزيز التعليم العالي للمرأة

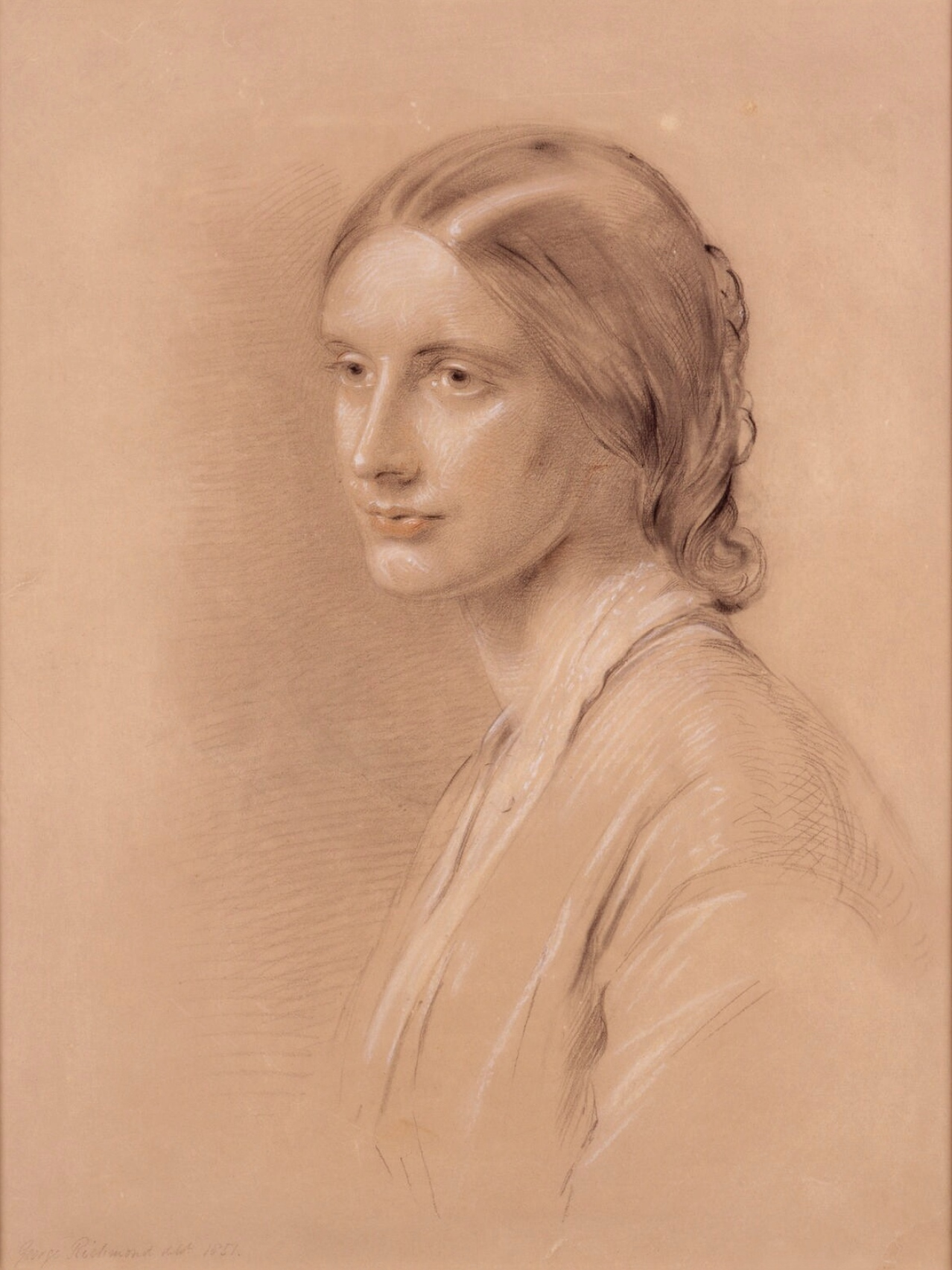
جوزفين بتلر رئيسة مجلس شمال إنجلترا لتعزيز التعليم العالي للمرأة

مجلس شمال إنجلترا لتعزيز التعليم العالي للمرأة هو فكرة مُستوحاة من آن كلو، تأسس في شهر نوفمبر عام 1867 م. في الوقت الذي فيه كان لا يمكن منح النساء شهادات جامعية على الرغم من اجتيازهن للامتحانات.
وكان لجامعة لندن السبق في منح  شهاداتها الأولى للنساء في عام 1878م، وتبعتها جامعة دورهام في عام 1895م، لكن أوكسفورد لم تحذو حذوها حتى عام 1920م، وكامبريدج حتى عام 1948م.
وفي اجتماعها الأول، مُثِلَت الجمعيات التعليمية للسيدات بواسطة إليزابيث ولستنهولم من مانشيستر، ولوسى ويلسون من ليدز، وكانت آن كلوسكرتيرة فخرية، وشغلت جوزفين بيتلرمنصب رئيسها حتى تنازلت عنه عام 1871م. ووضعت ولستنهولم القواعد، وصديقها جيمس ستيورات قام بتقديم سلسلة من المُحاضرات في علم الفلك، وكان فريدريك وليام هنري مايرز معلماً خاصاً أيضاً، والتحق أكثر من 550 طالباً في محاضراته الجامعية.
خلال شتاء عام 1867م، وربيع عام 1868م، جمَّع أعضاء «مجلس شمال إنجلترا لتعزيز التعليم العالى للمرأة» الدعم لبناء نُصب تذكارى للمجلس الأعلى بجامعة كامبريدج، وفي أكتوبر عام 1868م، تم تأمين الاعتماد المهني للمعلمات من خلال منح شهادة الدبلوم الجامعي، وفي يومى 15 و 16 من شهر أبريل لعام 1868م، تم عقد الاجتماع الثاني لـمجلس شمال إنجلترا لتعزيز التعليم العالى للمرأة في ليدز.
وبحلول عام 1872م، مُثِلَت *جمعية مانشيستر التعليمية للسيدات* بواسطة ابنة إليزابيث جاسكل وتُدعى «ميتا»، ومُثِلَت *الجمعية التعليمية للسيدات في ليدز* بواسطة «فرانسيس لوبتون»، وينتمى عدد من أعضاء المجلس أيضا إلى لجنة تعليم الفتيات التابعة للجمعية الملكية للفنون، والتي كانت أهدافها مُتوافقة مع أهداف «مجلس شمال إنجلترا لتعزيز التعليم العالى للمرأة»، منذ عام 1871م.